# Pandeli Majko
Pandeli Majko (n. 1967) ingeniero y político, fue el primer ministro de Albania entre el 2 de octubre de 1998 y el 29 de octubre de 1999, y entre el 22 de febrero y el 31 de julio de 2002. Después ejerció el cargo de ministro de la Defensa durante el gobierno de Fatos Nano, hasta el 2005.
Graduado por la Universidad de Tirana, pertenece al Partido Socialista de Albania. Según su biografía oficial, habla fluidamente, además del albanés, el inglés y el italiano.

## Educación
Pandeli Majko comenzó los estudios de ingeniería mecánica en la Universidad de Tirana en 1986, graduándose de ellos en 1992. Más tarde, en 1994, comenzaría a estudiar Derecho en la misma universidad terminando la carrera en el año 2000.

## Carrera política

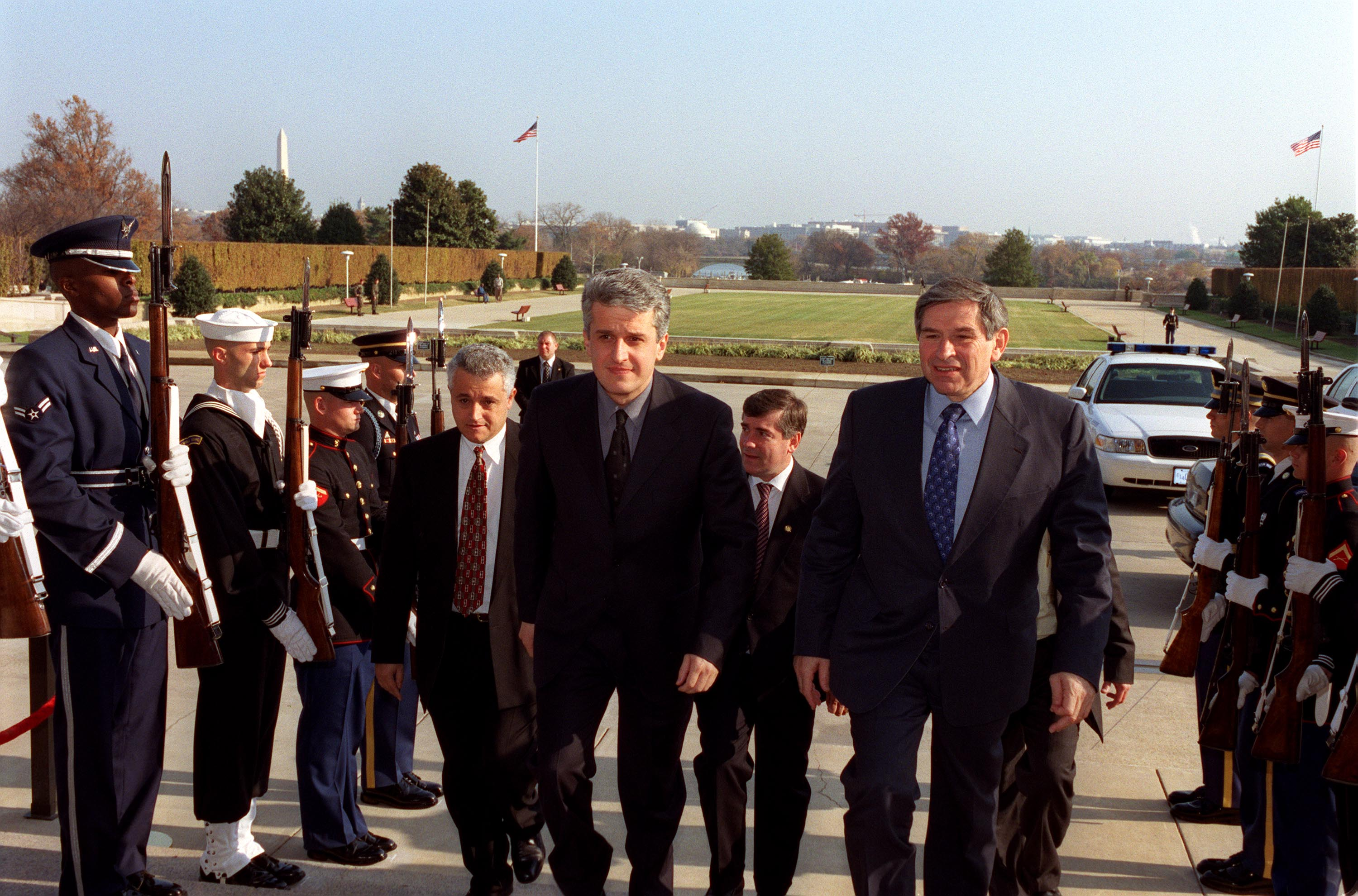
El ministro de Defensa de Albania, Pandeli Majko (izquierda), es escoltado por el secretario de Defensa adjunto Paul Wolfowitz (derecha) el 1 de noviembre de 2019.

### Comienzos
Pandeli Majko comenzó su vida política cuando fundó junto a otras personas el Foro de Juventud Euro-Socialista de Albania (Euro-Socialist Youth Forum of Albania, FRESH) en 1992, presidiéndolo desde ese mismo año hasta 1995. En 1992 también fue nombrado diputado de la XIII Legislatura del Parlamento de Albania, cargo que desempeñaría hasta 1996.

### Ascenso dentro del PS
En 1996 es promovido al puesto de secretario de Relaciones Públicas del Partido Socialista, cargo en el que estaría un año. En 1997, una vez dejado el puesto de secretario de RRPP, es elegido como diputado de la XV Legislatura del Parlamento. Durante el desempeño de este cargo, Pandeli se hace miembro del Comité de Asuntos Constitucionales y Jurídicos, un comité creado ad hoc para la redacción de la nueva Constitución de Albania, al igual que el comité relevo de este, el Comité de Redacción del proyecto de Constitución nacional, del que también se hace miembro Pandeli.
Una vez terminado el proyecto constitucional, Pandeli preside la delegación de la Asamblea albanesa en la OSCE y también se hace miembro de la Comisión Especial del Pacto de Estabilidad.
En 1997 y hasta 1998, Pandeli Majko es nombrado secretario general del PS, así como presidente del grupo parlamentario socialista en el Kuvendi.

### Primer ministro de Albania

#### Primer mandato
Tras la renuncia el 28 de septiembre de 1998 de Fatos Nano del puesto de primer ministro tras el atentado sufrido el 14 de septiembre durante el funeral de Azem Hajdari por extremistas afines al Partido Democrático que esperaban que el asesinato de Nano supusiese la obtención del poder por parte de estos, Pandeli Majko fue elegido como sucesor en el cargo, convirtiéndose en el primer ministro más joven en la historia del país, contando con 30 años de edad en su nombramiento.
El 29 de octubre de 1999, el Parlamento, con una amplia mayoría socialista, decidió cambiar a Pandeli Majko del cargo de primer ministro, debido a la pérdida de peso de su facción interna en el PS y a la consideración de "débil" de su respuesta frente a la crisis de Kosovo: la guerra, los bombardeos y la crisis migratoria de albanokosovares hacia Albania (se estima que unos 415.000 cruzaron la frontera en esos años). Aunque gobiernos extranjeros como el turco acusaron a su administración de beneficiar abiertamente al Ejército de Liberación de Kosovo. Fue sustituido por Ilir Meta, quien contaba con 29 años de edad en su nombramiento, por lo que arrebató también el récord de juventud a Pandeli.

#### Segundo mandato
El 22 de febrero de 2002, Pandeli Majko fu nombrado nuevamente como primer ministro, sustituyendo a su sustituto, Ilir Meta, quien renunció al cargo de primer ministro que había obtenido tras las elecciones de 2001 y había recibido un voto de confianza para formar su Consejo de Ministros, cosa que le demoró tres meses a lo que se añadió la lucha interna en el PS entre su facción y la de Fatos Nano (a la que pertenecía Pandeli) que estaba recuperando fuerza.
El 22 de julio de 2002, renunció al puesto de primer ministro en favor de Fatos Nano, quien accedió al cargo y nombró a Pandeli ministro de defensa de su gabinete de gobierno. Pandeli ya había sido ministro de defensa durante un corto periodo de tiempo entre finales de 2001 y comienzos de 2002. Se mantendría en el puesto hasta 2005

### Ministro de Defensa
Como ministro de defensa del tercer gobierno de Fatos Nano, Pandeli fue el promotor del plan a 10 años de financiamiento para la modernización y adiestramiento de las Fuerzas Armadas nacionales, supervisado por el Departamento de Defensa de los Estados Unidos con el fin del ingreso de Albania en la OTAN.

### Vuelta a puestos del partido
Con la derrota electoral de 2005, Pandeli Majko abandonó sus cargos parlamentarios y volvió a desarrollar su cargo como secretario general del Partido Socialista.
En 2006, se convirtió en uno de los políticos albaneses más activos en la defensa del referéndum independentista de Montenegro.
También en este periodo, se convirtió en miembro del consejo general del Partido Radical Transnacional.

### Ministro de la Diáspora
En 2017, Pandeli volvió al primer plano de la política albanesa cuando entró a formar parte del gabinete de Edi Rama para la XXXI Legislatura (IX Legislatura Pluralista) como ministro de estado para la diáspora albanesa, ejerciendo sus funciones de cara a los albaneses que viven en otros países, dado el conocimiento de dichos temas que acumuló durante su primer mandato como primer ministro.